# (73638) 1975 VC9
(73638) 1975 VC9 este un asteroid din centura principală, descoperit pe 8 noiembrie 1975, de Nikolai Cernîh.